# 哥特峰
哥特峰（英語：Gothic Peak），是南極洲的山峰，位於維多利亞地的彭內爾海岸，處於拉瓦利峰西北面7公里，屬於西石英山脈的一部分，由新西蘭探險隊命名，現時由南極條約體系管理。